# جون دنت
جون دنت (بالإنجليزية: John Dent)‏ هو متسابق بياثل بريطاني، ولد في 15 فبراير 1938.

## وصلات خارجية
- جون دنت على موقع أوليمبيديا (الإنجليزية)